# Episodi di Bob's Burgers (quinta stagione)
La quinta stagione di Bob's Burgers è andata in onda in prima visione negli Stati Uniti dal 5 ottobre 2014 al 17 maggio 2015 su FOX.
In Italia è stata trasmessa dal 10 luglio 2015 su Fox Animation.
| N° | Codice di produzione | Titolo                           | Titolo originale                               | Prima TV USA     | Prima TV Italia   |
| -- | -------------------- | -------------------------------- | ---------------------------------------------- | ---------------- | ----------------- |
| 1  | 4ASA14               | La guerra dei musical            | Work Hard or Die Trying, Girl                  | 5 ottobre 2014   | 10 luglio 2015    |
| 2  | 4ASA13               | Tina e il fantasma               | Tina and the Real Ghost                        | 2 novembre 2014  | 10 luglio 2015    |
| 3  | 4ASA11               | Hamburger e sensi di colpa       | Friends with Burger-fits                       | 16 novembre 2014 | 17 luglio 2015    |
| 4  | 4ASA16               | L'alba dei tacchini beccanti     | Dawn of the Peck                               | 23 novembre 2014 | 17 luglio 2015    |
| 5  | 4ASA12               | Il miglior hamburger in città    | Best Burger                                    | 30 novembre 2014 | 24 luglio 2015    |
| 6  | 4ASA18               | Bob contro Bob                   | Father of the Bob                              | 7 dicembre 2014  | 24 luglio 2015    |
| 7  | 4ASA15               | Tina, il soldato spia            | Tina Tailor Soldier Spy                        | 14 dicembre 2014 | 31 luglio 2015    |
| 8  | 4ASA17               | Il muro dei tovaglioli artistici | Midday Run                                     | 4 gennaio 2015   | 31 luglio 2015    |
| 9  | 4ASA20               | Il pilota clandestino            | Speakeasy Rider                                | 11 gennaio 2015  | 7 agosto 2015     |
| 10 | 4ASA19               | L'orto urbano di Bob             | Late Afternoon in the Garden of Bob and Louise | 25 gennaio 2015  | 7 agosto 2015     |
| 11 | 4ASA22               | La coppia cupido                 | Can't Buy Me Math                              | 8 febbraio 2015  | 14 agosto 2015    |
| 12 | 4ASA21               | Tempo di elezioni                | The Millie-churian Candidate                   | 15 febbraio 2015 | 14 agosto 2015    |
| 13 | 5ASA01               | I racconti di Gayle              | The Gayle Tales                                | 1º marzo 2015    | 21 agosto 2015    |
| 14 | 5ASA02               | Foresta chiama Tina              | L'il Hard Dad                                  | 8 marzo 2015     | 21 agosto 2015    |
| 15 | 5ASA03               | La folle notte dei Belcher       | Adventures in Chinchilla-sitting               | 15 marzo 2015    | 28 agosto 2015    |
| 16 | 5ASA04               | Terribilmente favoloso           | The Runway Club                                | 22 marzo 2015    | 28 agosto 2015    |
| 17 | 5ASA05               | Piccoli musicisti crescono       | Itty Bitty Ditty Committee                     | 26 aprile 2015   | 4 settembre 2015  |
| 18 | 5ASA06               | Buon compleanno, Linda           | Eat, Spray, Linda                              | 3 maggio 2015    | 4 settembre 2015  |
| 19 | 5ASA07               | La casa trappola                 | Housetrap                                      | 10 maggio 2015   | 11 settembre 2015 |
| 20 | 5ASA09               | Una missione speciale            | Hawk & Chick                                   | 17 maggio 2015   | 11 settembre 2015 |
| 21 | 5ASA08               | La corazzata Bobemkin            | The Oeder Games                                | 17 maggio 2015   | 18 settembre 2015 |

## La guerra dei musical
- Sceneggiatura: Nora Smith
- Regia: Jennifer Coyle
- Messa in onda originale: 5 ottobre 2014
- Messa in onda italiana: 10 luglio 2015

## Tina e il fantasma
- Sceneggiatura: Steven Davis & Kelvin Yu
- Regia: Boohwan Lim & Kyounghee Lim
- Messa in onda originale: 2 novembre 2014
- Messa in onda italiana: 10 luglio 2015

## Hamburger e sensi di colpa
- Sceneggiatura: Dan Fybel
- Regia: Tyree Dillihay
- Messa in onda originale: 16 novembre 2014
- Messa in onda italiana: 17 luglio 2015

Quando Bob scopre che i suoi hamburger hanno contribuito ai problemi di salute di Teddy, decide di aiutarlo a perdere peso allenandosi insieme a lui.

## L'alba dei tacchini beccanti
- Sceneggiatura: Lizzie Molyneux & Wendy Molyneux
- Regia: Tyree Dillihay
- Messa in onda originale: 23 novembre 2014
- Messa in onda italiana: 17 luglio 2015

Mentre Bob decide di boicottare la festa del Ringraziamento, Linda e i ragazzi partecipano entusiasti all'annuale Festival del Tacchino. Che però finirà male...

## Il miglior hamburger in città
- Sceneggiatura: Mike Benner
- Regia: Don MacKinnon
- Messa in onda originale: 30 novembre 2014
- Messa in onda italiana: 24 luglio 2015

## Bob contro Bob
- Sceneggiatura: Steven Davis & Kelvin Yu
- Regia: Chris Song
- Messa in onda originale: 7 dicembre 2014
- Messa in onda italiana: 24 luglio 2015

### Trama
Dopo anni il padre di Bob si ripresenta al figlio e lo sfida per vedere se è degno di lui.

## Tina, il soldato spia
- Sceneggiatura: Holly Schlesinger
- Regia: Don MacKinnon
- Messa in onda originale: 14 dicembre 2014
- Messa in onda italiana: 31 luglio 2015

## Il muro dei tovaglioli artistici
- Sceneggiatura: Scott Jacobson
- Regia: Ian Hamilton
- Messa in onda originale: 4 gennaio 2015
- Messa in onda italiana: 31 luglio 2015

## Il pilota clandestino
- Sceneggiatura: Rich Rinaldi
- Regia: Jennifer Coyle
- Messa in onda originale: 11 gennaio 2015
- Messa in onda italiana: 7 agosto 2015

## L'orto urbano di Bob
- Sceneggiatura: Jon Schroeder
- Regia: Boohwan Lim & Kyounghee Lim
- Messa in onda originale: 25 gennaio 2015
- Messa in onda italiana: 7 agosto 2015